# 白序楼梯草
白序楼梯草（学名：Elatostema leucocephalum）为荨麻科楼梯草属的植物，为中国的特有植物。分布在中国大陆的四川等地，见于山地林下阴湿处，目前尚未由人工引种栽培。